# Mattishall
Mattishall is een civil parish in het bestuurlijke gebied Breckland, in het Engelse graafschap Norfolk met 2617 inwoners.